# 칠성말배꼽속
칠성말배꼽속(학명: Eudontomyzon)은 칠성장어강 칠성장어목 칠성장어과에 속하는 속으로, 5종으로 구성되어 있으며 대부분이 동유럽에 서식하지만 칠성말배꼽 (Eudontomyzon morii)은 유일하게 한반도에 서식한다.

## 하위 종
- Eudontomyzon danfordi
- 우크라이나칠성장어 (Eudontomyzon mariae)
- 칠성말배꼽 (Eudontomyzon morii)
- 드린강칠성장어 (Eudontomyzon stankokaramani)
- 다뉴브칠성장어 (Eudontomyzon vladykovi)